# Tommy “Kuglepen” Poulsen
Tommy “Kuglepen” Poulsen (født 3. oktober 1951) er en dansk sportsjournalist, der siden 1971 var ansat hos Horsens Folkeblad, og fra 1. april 1985 var avisens sportsredaktør. Han stoppede hos avisen i august 2021. 
Tommy “Kuglepen” er legendarisk i den danske sportsverden, og nyder stor respekt blandt danske sportsstjerner.
I marts 1986 blev han af Danske Sportsjournalister kåret som Årets Sportsjournalist og blev æresmedlem i 2018. Han var redaktør af 57 udgaver af medlemsbladet, Den Gyldne Pen og sekretær fra 1998 til 2018. 